# Струјни разделник
У електроници, струјни разделник је једноставно линеарно коло које производи излаз електричне струје (IX) да је део њене улазне струје (IT). Тренутна подела се односи на цепања струја између огранака делитеља. Струје у различитим гранама таквог кола ће увек поделити на такав начин да се минимална укупна енергија утроши.
Формула која описује тренутног делитеља је слична у форми да је за напонског разделника. Међутим, однос описује тренутну поделу ставља импедансу неразмотрене гране у бројилац, за разлику од напона поделе где је импеданса у бројиоцу. То је зато што у струјном разделнику, укупна енергија утрошена је минимизирана, што доводи у струјама које иду кроз стазе најмањом импедансом, зато реципрочном односу са импедансом. С друге стране, струјни разделник се користи да задовољи Кирхофов закон. Напон око петље мора сумирати на нулу, тако да капе напона морају бити равномерно подељен у директној вези са импедансом.
Да будемо прецизни, уколико су два или више импеданса паралелна, струја која улази у комбинацију ће бити подељена између њих у обрнутој сразмери са њиховим импедансама (према Омовом закону). Такође следи да ако импедансе имају исту вредност онда је струја једнако подељена.

## Струјни разделник
Општа формула за текућу IX у отпорнику RX да је паралелно са комбинацијом осталих отпорника од укупног отпора RT је (види слику 1):
{\displaystyle I_{X}={\frac {R_{T}}{(R_{X}+R_{T})}}I_{T}\ }
Где је IT укупна струја улази у комбинацију мреже RX паралелно са RT. Обратите пажњу да када RT се састоји од паралелне комбинације отпорника, кажу R1, R2, ...  Итд, онда реципрочно сваког отпорника мора се додати да пронађе укупан отпор RT:
{\displaystyle {\frac {1}{R_{T}}}={\frac {1}{R_{1}}}+{\frac {1}{R_{2}}}+{\frac {1}{R_{3}}}+...\ .}

## Општи случај
Иако резистивни Разделник је најчешћи, струја Разделник може бити направљен од фреквентног зависног импеданса а. У општем случају струја ја IX се добија:
{\displaystyle I_{X}={\frac {Z_{T}}{Z_{X}+Z_{T}}}I_{T}\ ,}

## Коришћење пријема
Уместо да користите импеданцу , струјног разделника, правило се може применити баш као струјни разделник правила ако пријем (инверзна од импедансе) се користи.
{\displaystyle I_{X}={\frac {Y_{X}}{Y_{Total}}}I_{T}}
Водите рачуна да се приметити да YTotal је једноставан додатак, не збир инверсес знацима (као што би урадила за стандардне паралелно ресистиве мреже). За слици 1, струја ја IX
{\displaystyle I_{X}={\frac {Y_{X}}{Y_{Total}}}I_{T}={\frac {\frac {1}{R_{X}}}{{\frac {1}{R_{X}}}+{\frac {1}{R_{1}}}+{\frac {1}{R_{2}}}+{\frac {1}{R_{3}}}}}I_{T}}

### Пример: РЦ комбинације
Слика 2 приказује једноставног тренутног делитеља сачињен од кондензатора и отпорника. Користећи формулу изнад, струја у отпорнику је дата са:
{\displaystyle I_{R}={\frac {\frac {1}{j\omega C}}{R+{\frac {1}{j\omega C}}}}I_{T}}
{\displaystyle ={\frac {1}{1+j\omega CR}}I_{T}\ ,}
Где ZC = 1/(jωC)  је импеданса кондензатора и j је имагинарна јединица.
Производ τ = CR је познат као време константа на плочи, и учесталости за који ωCR = 1 се зове угао фреквенција од кола. Пошто кондензатор има нулту импедансу на високим фреквенцијама и бесконачну импедансу на ниским фреквенцијама, струја у отпорнику остаје на свом ДЦ вредности IT за фреквенције до корнер фреквенцији, након чега се капи ка нули за вишим фреквенцијама као кондензатор ефикасно кратког споја а отпорник. Другим речима, садашњи Разделник је Филтер пролаза ниских тонова за струја у отпорника.

## Учитавање ефекат
Добитак од појачала углавном зависи од њених изворних и оптерећења завршетака. Струјна појачала и транскондуктивношћу појачала одликују излазним стањем кратког споја, а струјна појачала и трансресистанце појачала карактерише користећи идеалу бесконачну импедансу тренутног извора. Када појачало престаје коначном, не-нула престанка, и / или вођен не-идеалног извора, ефективна добит је смањена због утовар ефекат  на излазу и / или улазу, који се може схватити у смислу садашњег поделе.
Слика 3 приказује пример струјног појачала. Појачало (сива кутија) има улазни отпор Rin А излазни отпорник Rout и идеалан струјни добитак Ai. Са идеална струја возач (бесконачан отпор Нортон) све извор струја iS постаје улазна струја на појачало. Међутим, за Нортонову теорему струјни разделник се формира на улазу који смањује унос струју на
{\displaystyle i_{i}={\frac {R_{S}}{R_{S}+R_{in}}}i_{S}\ ,}
што је јасно мања од iS. Исто тако, за кратког споја на излазу, појачало испоручује излазну струју io = Ai ii до кратког споја. Међутим, када је оптерећење од нуле отпорник RL, струја достављена оптерећење се смањује садашња подела на вредност:
{\displaystyle i_{L}={\frac {R_{out}}{R_{out}+R_{L}}}A_{i}i_{i}\ .}
Комбинујући ове резултате, идеално струја гаин Ai реализован са идеалном возача и оптерећење кратког споја се своди на 'Лоадед користољубља' Aloaded:
{\displaystyle A_{loaded}={\frac {i_{L}}{i_{S}}}={\frac {R_{S}}{R_{S}+R_{in}}}} {\displaystyle {\frac {R_{out}}{R_{out}+R_{L}}}A_{i}\ .}
Отпорника показатељи у горњем изразу се зове фактор учитавања. 

### Једнострани против билатералних појачала
Слика 3.а у вези дискусије се односи на једнострана појачалом. У општијем случају када је појачало представљена са два лука, улазни отпор појачала зависи од оптерећења, а излазна отпорност на изворне импедансе. Утовар фактори у овим случајевима морају запослити права појачала импеданси укључујући ових билатералних ефеката. На пример, узимање једнострану тренутну појачало слици 3, одговарајући билатерални мрежа два-порт је приказано на слици 4. заснива на х-параметри. Спровођење анализе овог кола, тренутни добитак са повратним Afb утврђено је да је
{\displaystyle A_{fb}={\frac {i_{L}}{i_{S}}}={\frac {A_{loaded}}{1+{\beta }(R_{L}/R_{S})A_{loaded}}}\ .}
То је, идеалан струјно појачање Ai је смањен не само утовар фактора, али због билатералног природи две луке од додатних фактора ( 1 + β (RL / RS ) Aloaded ), која је типична за кола негативних повратних појачала. Фактор β (RL / RS ) је тренутна повратна информација обезбеђује повратне напон извор напона добити β V/V. На пример, за идеалан струјни извор саRS = ∞ Ω, напон повратне нема утицаја, и за RL = 0 Ω, ту је нула оптерећења напона, поново онемогућите повратне информације.

### Апликација
Неки од њих су наведени у наставку:
- Ограничење струје и заштита
- Сензорска технологија и мерење
- Дистрибуција сигнала
- Витстонов мост
- Биас напон у транзисторским колима